# Mustapha Allaoui
Mustapha Allaoui (ur. 30 maja 1983 w Fezie) – marokański piłkarz, grający jako napastnik. Reprezentant kraju.

## Kariera klubowa

### Początki
Zaczynał karierę w Maghrebie Fez, do pierwszego zespołu przebił się w 2000 roku. 1 lipca 2005 roku przeniósł się do FAR Rabat. W sezonie 2008/2009 został wybrany tam zawodnikiem roku. 1 stycznia 2007 roku został z FAR wypożyczony do Khor Fakkan Club, powrócił pod koniec sezonu 2006/2007.

### EA Guingamp
1 sierpnia 2009 roku przeniósł się do EA Guingamp, zapłacono za niego 700 tysięcy euro. We francuskim zespole zadebiutował 30 sierpnia 2009 roku w meczu przeciwko Tours FC (przegrana 2:0). Na boisku pojawił się w 61. minucie za Matthieu Scarpelliego. Pierwszą bramkę strzelił 25 września 2009 roku w meczu przeciwko SC Bastia (1:1). Do siatki trafił w 79. minucie. W sumie zagrał 19 ligowych meczów, w których strzelił dwie bramki.

#### Wypożyczenia
1 stycznia 2011 roku został wypożyczony do Wydadu Casablanca, powrócił 30 czerwca tego samego roku. 1 lutego 2012 roku został wypożyczony do Shenyang Zhongze, powrócił 1 czerwca tego samego roku.

### Powrót do FAR
1 września 2012 roku powrócił do FAR Rabat. W tym klubie ponownie zadebiutował 30 września 2012 roku w meczu przeciwko Renaissance Berkane (zwycięstwo 3:0). Na boisku pojawił się w 67. minucie, zszedł Mustapha Mrani. W sumie po powrocie zagrał 14 meczów, strzelił dwie bramki i trzykrotnie asystował.

### Kuwejt
1 lipca 2013 roku został zawodnikiem Khaitan SC. 24 maja 2014 roku został graczem Al-Nasr SC.

### Mouloudia Wadżda
14 lipca 2015 roku powrócił do ojczyzny, podpisując kontrakt z Mouloudią Wadżda. W tym klubie zadebiutował 6 września 2015 roku w meczu przeciwko Kawkab Marrakesz (porażka 2:0). Na boisku pojawił się w 42. minucie, boisko opuścił wtedy Karim Miftal. Pierwszą bramkę strzelił 1 listopada 2015 roku w meczu przeciwko Chabab Rif Al Hoceima (porażka 2:3). Do siatki trafił w 54. minucie z główki. Pierwszą asystę zaliczył 10 kwietnia 2016 roku w meczu przeciwko Olympique Khouribga (1:0). Asystował przy golu Yassine'a Dahbiego w 50. minucie. W sumie zagrał 20 meczów, w których trzy razy strzelił gola i raz asystował.

### Olympic Safi
17 sierpnia 2016 roku przeniósł się do Olympic Safi. Zadebiutował tam 27 sierpnia 2016 roku w meczu przeciwko Chabab Rif Al Hoceima (wygrana 2:1). Na boisku pojawił się w 75. minucie, zastępując Robinho. W sumie zagrał 7 ligowych meczów.

### Dalsza kariera
1 lipca 2017 roku został zawodnikiem JS Massira. 1 stycznia 2020 roku trafił do tajlandzkiego Pluakdaeng United FC. 1 lipca 2021 zakończył piłkarską karierę.

## Kariera reprezentacyjna
W reprezentacji kraju Allaoui zadebiutował 12 sierpnia 2009 roku w meczu przeciwko reprezentacji Konga (1:1). Zszedł w przerwie, zastąpił go Nabil Baha. W sumie zagrał dwa mecze. Był również w kadrze Maroka na Igrzyska Olimpijskie 2004.